# 霍爾冰原島峰 (麥克羅伯特森地)
70°48′S 66°45′E / 70.800°S 66.750°E
霍爾冰原島峰（英語：Hall Nunataks）是南極洲的冰原島峰，位於麥克羅伯特森地，處於查爾斯王子山脈東南面11公里，屬於查爾斯王子山脈中阿拉米斯山脈的一部分，現時由南極條約體系管理。